# Die Daltons auf Schatzsuche
Die Daltons auf Schatzsuche (französischer Originaltitel: Le Magot des Dalton) ist ein Album aus der Lucky-Luke-Comicserie, das von Morris gezeichnet und unter der Mitarbeit von Vicq getextet wurde. Die Geschichte erschien erstmals 1979 bis 1980 in Frankreich.

## Handlung
Die Daltons wurden von Lucky Luke gefasst und in die Strafanstalt eingeliefert. Sie wurden zusammen mit dem Geldfälscher Fennymore Buttercup einquartiert. Da dieser aufgrund der schlechten Angewohnheiten der Daltons es nicht mehr mit ihnen aushält, erfindet er eine Geschichte, nach der er in Red Rock Junction eine gewaltige Geldsumme verbuddelt hat. Dies erzählt er im Schlaf, woraufhin die Daltons sofort ausbrechen und nach Red Rock Junction reiten. Sie stellen fest, dass der ortsbezeichnende Fels nun in einem Gefängnis liegt, und versuchen, in dieses Hochsicherheitsgefängnis zu kommen, indem sie eine Straftat begehen. Zum Pech der Daltons ist der Richter in diesem Ort sehr generös und nimmt sie auch nach größeren Vergehen nicht fest. Lucky Luke, der die Verfolgung der Daltons aufgenommen hatte, trifft nun ein und nimmt die Daltons vorerst jedoch nicht fest, da er hinter das Geheimnis des Richters und des Gefängnisses kommen will. Die Daltons ahnen nichts von Lucky Lukes Anwesenheit und versuchen jetzt, in das Gefängnis einzubrechen. Sie finden jedoch kein Geld am Felsen. Lucky Luke nutzt den von den Daltons gegrabenen Tunnel, um in das Gefängnis zu kommen. Er findet heraus, dass der Richter hier eine Vergnügungsbar aufgebaut hat, damit die Banditen das Geld von ihren Überfällen hier verprassen. Er gerät in Gefangenschaft, doch die Kavallerie-Abteilung der Armee kommt ihm zu Hilfe. Man verhaftet den Richter, die übrigen Kriminellen und die Daltons, die sich nach Fennymores Lüge rächen wollen.

## Veröffentlichung
Die Geschichte erschien erstmals 1979–1980 im Magazin VSD und 1980 als Album bei Dargaud. 1981 erschien der Band bei Ehapa auf Deutsch (Band 27).